# Annibale Scicluna Sorge
Annibale Scicluna Sorge (La Valletta, 28 agosto 1908 – Roma, 1978) è stato un funzionario e giornalista italiano, particolarmente attivo nel periodo fascista e post-fascista nell'ambito della censura in Italia.

## Biografia
Nato a La Valletta da Carmelo e Giuseppina Sorge, nipote di Hannibal Scicluna e fervente nazionalista, si laurea a Malta dove inizia il proprio attivismo politico presso la Regia Deputazione per la Storia locale (poi disciolta nel 1943) e in particolare presso il Partito nazionalista maltese, conoscendo il fondatore Enrico Mizzi (poi anche presidente della Società Dante Alighieri con cui Scicluna Sorge pubblicherà), scrivendo e cercando finanziamenti pubblicitari da produttori di film italiani per l'organo di stampa del partito, il Malta.
Si trasferisce in Italia, e negli anni Trenta pubblica alcuni saggi storico/politici di stampo nazionalista, in particolare i volumi Italianità di Malta (Società Dante Alighieri, 1930), In difesa della civiltà italiana a Malta (Giusti, 1931) e Malta: visione storica, sintesi politica (Giusti, 1932). Il libro del 1931, In difesa della civiltà italiana a Malta, è una raccolta di articoli del "Malta" scritti da Giuseppe Donati.  Tra il 1932 e il 1935 è assistente alla cattedra di Storia dei trattati all'Università di Roma.
Tra la fine degli anni Venti e i primi anni Quaranta, scrive articoli politici tra gli altri per: l'Archivio Storico di Malta (ASM), Il Giornale di Politica e di Letteratura, Mediterranea: rivista mensile di cultura e di problemi isolani, Rassegna Italiana politica, letteraria ed artistica e per le Pagine della Dante. Collabora inoltre con Il Popolo d'Italia, quotidiano diretto da Benito Mussolini, e con Il Giornale d'Italia. Fascista convinto, dal 1933 e durante tutta la dittatura ricopre importanti incarichi presso il Ministero della cultura popolare (già Ministero per la stampa e la propaganda). Con Gastone Silvano Spinetti, viene assunto nel dicastero dal capo ufficio stampa del Duce Gaetano Polverelli, con lo scopo di "mettere in atto forme di propaganda in favore del governo fascista".
Nel 1938, mentre è capo divisione del Minculpop e diretto superiore di Indro Montanelli, il giornalista gli riferisce di una conversazione avuta con Luigi Salvini, nel quale quest'ultimo avrebbe definito Scicluna Sorge una persona poco leale al regime; da questa affermazione nasce un'inchiesta nella quale Salvini e Montanelli chiariscono la vicenda come un "equivoco". Il 25 luglio 1943 è vicesegretario del ministero degli Esteri, mentre tra il 1943 e il 1947 - mantenendo un profilo basso durante la caduta del regime fascista - è addetto stampa alla legazione d'Italia a Berna, dove pubblica nel 1945 il libro fotografico in 550 copie Walter Lick: sculpteur, dedicato allo scultore svizzero Walter Lick. Finita la guerra, è poi traduttore del libro La menzogna di Ulisse di Jean Giono, edito da Mondadori nel 1947.
Nel dopoguerra, dopo il periodo svizzero e nonostante l'avvento della repubblica, Scicluna Sorge torna a lavorare nelle istituzioni con importanti ruoli nell'ambito delle commissioni ministeriali per la censura cinematografica. Nel dicembre 1949 viene promulgata la legge 959/1949 riguardante il cinema, che per quanto concerneva la censura manteneva sostanzialmente in vigore la vecchia normativa del 1923. Alla guida delle commissioni assurgono esponenti dei precedenti ministeri fascisti: Nicola De Pirro, direttore generale, Giani De Tomasi e lo stesso Scicluna Sorge. Diventa poi Ispettore generale e quindi presidente della Prima commissione di revisione, lavorando presso la commissione censura del Ministero del turismo e dello spettacolo sino agli anni Sessanta. In queste vesti si trova a censurare numerosi film del neorealismo italiano, tra i quali Guardie e ladri di Mario Monicelli e Steno (con Totò e Aldo Fabrizi), Anni facili di Luigi Zampa e Vitaliano Brancati (con Nino Taranto), Totò cerca pace, Un turco napoletano di Mario Mattoli (con Totò) e vari altri.
Compare anche più volte alla Mostra internazionale d'arte cinematografica di Venezia. In occasione della proiezione di Senso di Luchino Visconti, non premiato alla manifestazione, è accusato da Piero Regnoli di aver fatto pressioni sulla giuria per scopi politici. Nel 1960 il suo nome è tra i candidati alla presidenza del Centro sperimentale di cinematografia, in sostituzione del dimissionario Michele Lacalamita. Nelle sue funzioni, prima come funzionario di propaganda e poi come censore, si trovò a sostenere opinioni antisemite, razziste e omofobe.
È morto a Roma nel 1978.

## Pubblicazioni

### Saggi
- Italianità di Malta, Roma, Dante Alighieri, 1930
- In difesa della civiltà italiana a Malta, Livorno, R. Giusti, 1931
- Malta: visione storica, sintesi politica, Livorno, R. Giusti, 1932
- La civiltà italiana di Malta, Roma, Dante Alighieri, 1940
- Walter Lick: sculpteur, Berna, Hueber, 1945

### Articoli
- I moti maltesi del 7-9 giugno 1919, Valletta, Tip. del Malta, 1929 (in Malta)
- Una progettata divisione della lingua d'Italia, Livorno, R. Giusti, 1930 (in Archivio Storico di Malta)
- Il travaglio politico e spirituale di Malta, G Ledda, 1933 (in Mediterranea)
- Un italiano del Seicento Gran Maestro dell'Ordine di Malta, G. Ledda, 1933 (in Mediterranea)
- Malta sotto il dominio britannico, Grottaferrata, Scuola tip. Italo-orientale "S. Nilo", 1934 (in Il Giornale di politica e di letteratura)
- Progetti e glorie guerriere dei Cavalieri di Malta all'indomani dell'assedio di Vienna (sec. 17.), Roma, Rassegna Italiana, 1934 (in Rassegna Italiana politica, letteraria ed artistica)